# Cesaro (wrestler)
Claudio Castagnoli (ur. 27 grudnia 1980), bardziej znany jako Antonio Cesaro i występujący aktualnie jako Cesaro – szwajcarski wrestler. Castagnoli był najbardziej znany ze swoich występów w WWE od września 2011 roku. Wcześniej znany też był ze swojej pracy (pod prawdziwym nazwiskiem) w Ring of Honor (ROH), różnych federacjach niezależnych, a także w japońskim Pro Wrestling Noah.
Castagnoli jest utytułowanym wrestlerem drużynowym. Dwukrotnie zdobył tytuł ROH World Tag Team Champion z Chris Hero jako Kings of Wrestling (ich panowanie, trwające 364 dni, było najdłuższe w historii tej federacji). Wygrał także pasy drużynowe w różnych federacjach niezależnych zarówno z Hero, jak i z Aresem (jako Swiss Money Holding). Do tych tytułów należą: Chikara Campeonatos de Parejas, JCW Tag Team Championship i CZW World Tag Team Championship.
Castagnoli i Hero wygrali nagrodę Tag Team Roku 2010 przyznawaną przez czytelników Wrestling Observer Newsletter. Szwajcar odniósł również kilka sukcesów singlowych – wygrał pas WWE United States Championship, a także liczne tytuły na scenie niezależnej, przede wszystkim PWG World Championship.
Szczególnie w Stanach Zjednoczonych, Castagnoli podkreśla swoje europejskie pochodzenie w ramach charakteru postaci, podkreślając jednocześnie swój intelekt. Szwajcar często wspomina, że włada pięcioma językami (angielskim, niemieckim, włoskim, francuskim i swoim ojczystym szwajcarskoniemieckim akcentem). Regularnie w ringu używa też European Uppercut.
Tworzy drużynę wraz z Sheamusem. Na gali Roadblock: End of the Line zdobyli pasy WWE Raw Tag Team Championship kończąc panowanie The New Day na 483 dniach. Stracili pasy na Royal Rumble na rzecz Luke'a Gallowsa i Karla Andersona. Na Payback po przegranej walce o pasy WWE Raw Tag Team Championship przeszli heel turn atakując The Hardy Boyz, tym samym Cesaro stał się heelem pierwszy raz od 2014 roku.
- Finishery
  - The Neutralizer
  - Cheeky Swing
  - Swiss Canadian Helicopter (w tag teamie z Tysonem Kiddem)
- Signatures
  - Gutwrench Suplex
  - VEA (Very European Uppercut)
  - Hangmans Clutch
  - Swiss One Nine (619)
  - Cesaro Swing
  - Sharpshooter
- Standardowe Ruchy
  - Headbutth
  - Uppercut
  - Swiss Uppercut
  - European Uppercut
  - Side Slam
  - Big Boot
  - Clothesline
  - Siuicide Dive